# Арбогаст, Луи-Франсуа-Антуан
Луи-Франсуа-Антуан Арбогаст (4 октября 1759, Мюциг, Королевство Франция — 18 апреля 1803, Страсбург, Французский консулат) — французский математик. Описал числовые ряды названные его именем, был первым, кто отделил символы операций от символов количества. В 1800 году им был опубликован трактат где он впервые изложил формулу, которая сегодня известна как формула Фаа-ди-Бруно, за 55 лет до того, как она была опубликована в работе самого Франческо Фаа-ди-Бруно.

## Биография
Он был профессором математики в Колледже де Кольмара и принял участие в математическом конкурсе, проводимом Санкт-Петербургской академией. Его статья принесла ему известность и важное место в истории развития вычислений. Арбогаст представил эссе в Петербургскую академию, в котором он твёрдо встал на сторону Эйлера. На самом деле, он пошёл гораздо дальше Эйлера в вычислении произвольных функций за счёт интегрирования уравнений в частных производных, утверждая, что функции могут быть разрывными не только в ограниченном смысле, заявляемом Эйлером, но и в прерывистом, более общем смысле, что позволяло функции состоять из частей различных кривых. Арбогаст выиграл приз своим эссе, и его понятие прерывистой функции стало важным в более строгом подходе Коши к анализу.
В 1789 году он представил в Страсбурге крупный доклад об дифференциальном и интегральном исчислении в Парижскую академию наук, который никогда не публиковался. В предисловии к более поздней работе он описал идеи, которые побудили его написать доклад 1789 года. По сути, он понял, что не существует строгих методов определения сходимости рядов, и карьера Арбогаста достигла новых высот. В дополнение к своему математическому посту он был назначен профессором физики в Королевском колледже в Страсбурге. С апреля 1791 года он был его ректором до октября 1791 года, когда он был назначен ректором Страсбургского университета. В 1794 году он был назначен профессором исчисления в центральной школе (вскоре ставшая Политехнической школой).
Его вклад в математику показывает его как философского мыслителя, которому приходится сталкиваться с его эпохой. Помимо введения прерывистых функций, о которых говорилось выше, он задумал исчисление как операционные символы. Формальная алгебраическая манипуляция рядами, исследованная Лагранжем и Лапласом в 1770-х годах, была представлена Арбогастом в 1800 году в виде операторных равенств. Мы обязаны ему общей концепцией факториала как произведения конечного числа членов арифметической прогрессии.
Оригинальная версия этой статьи взята с ресурса, находящегося в общественном достоянии Rouse History of Mathematics.

### Научные труды
- Arbogast, L. F. A. (1800), Du calcul des derivations (фр.), Strasbourg: Levrault, pp. xxiii+404.
- Craik, Alex D. D. (February 2005), Prehistory of Faà di Bruno's Formula, American Mathematical Monthly, 112 (2): 217–234, doi:10.2307/30037410, MR 2121322, Zbl 1088.01008
- Faà di Bruno, F. (1855), Sullo sviluppo delle funzioni (On the development of the functions), Annali di Scienze Matematiche e Fisiche (Annals of Mathematics and Physics) (итал.), 6: 479–480.